# Blachownia
Blachownia est une ville de Pologne, située dans le sud du pays, dans la voïvodie de Silésie. Elle est le chef-lieu de la gmina de Blachownia, dans le powiat de Częstochowa.